# Dammaschwiese

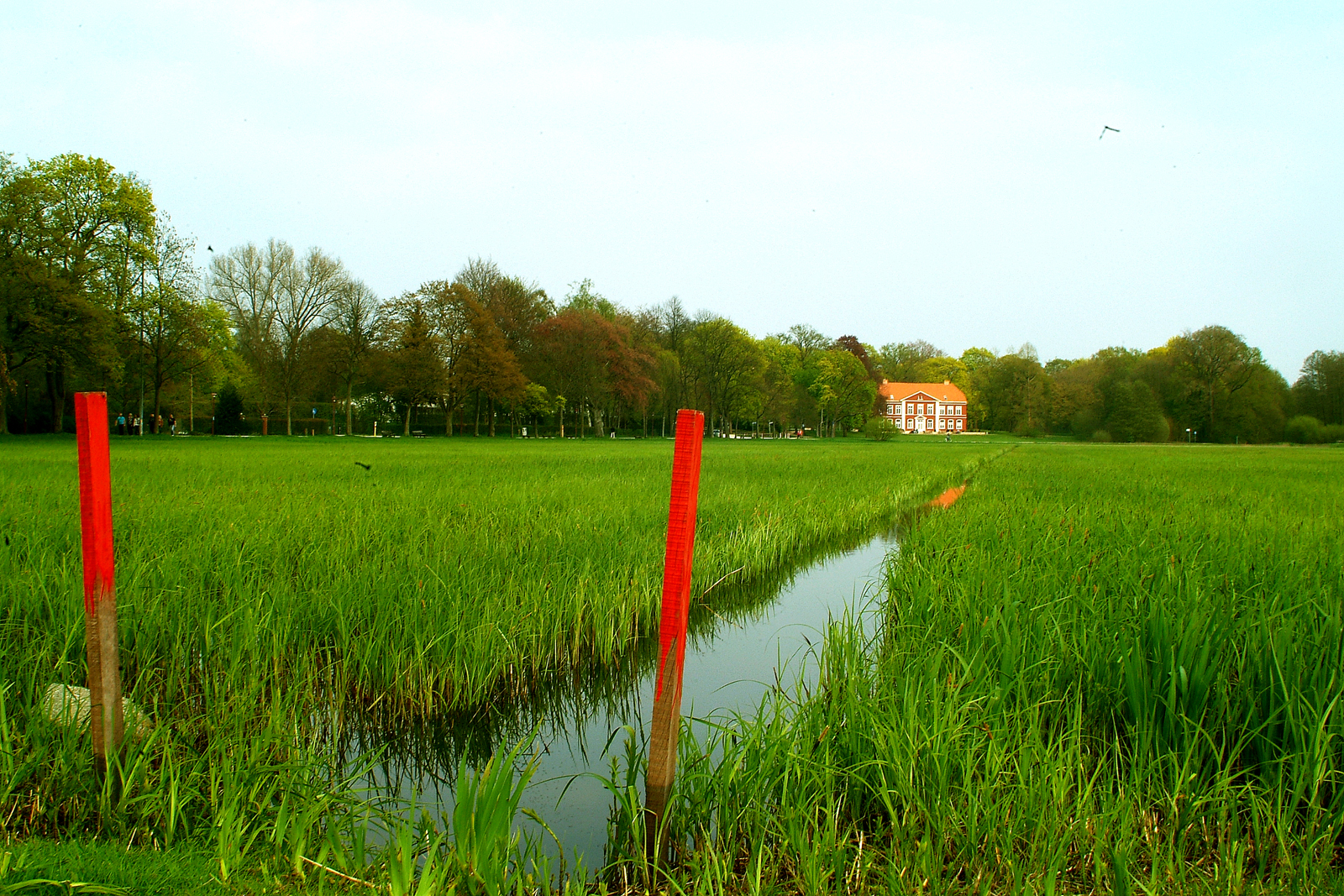
Die teilgeflutete Dammaschwiese im April 2011; Blick vom mittleren Damm über das Feuchtgebiet in Richtung Im Güldenen Winkel und zur Thaerschen Villa

Die Dammaschwiese in Celle ist eine Grünfläche sowie Ausflugs-, Erholungs- und Freizeitgebiet der Stadt. Sie ist Teil des Naturschutzgebietes NSG LÜ 276 „Obere Allerniederung bei Celle“ Die Wiese kann geflutet werden und dient im Winter zeitweilig als Natureisbahn, die mitunter bis 21.00 Uhr mit Flutlicht beleuchtet wird. Das so nach dem Ende der Vegetationsperiode nutzbare Areal für Schlittschuhläufer umfasst rund 1,7 Hektar und hat eine Wassertiefe von durchschnittlich 60 Zentimeter.

## Geschichte
Im Mittelalter überließ Herzog Otto der Strenge im Jahr 1292 das Gebiet der Dammaschwiese den Bürgern von Celle, vermutlich zur Nutzung. Rund acht Jahrzehnte später schenkte Herzog Magnus 1372 der Stadt das Gebiet als „Danne“, als Weide für Schweine.
Erst zur Zeit des Königreichs Hannover ließ die Stadt Celle das Gebiet im Jahr 1848 entwässern und in eine Wiese umwandeln.

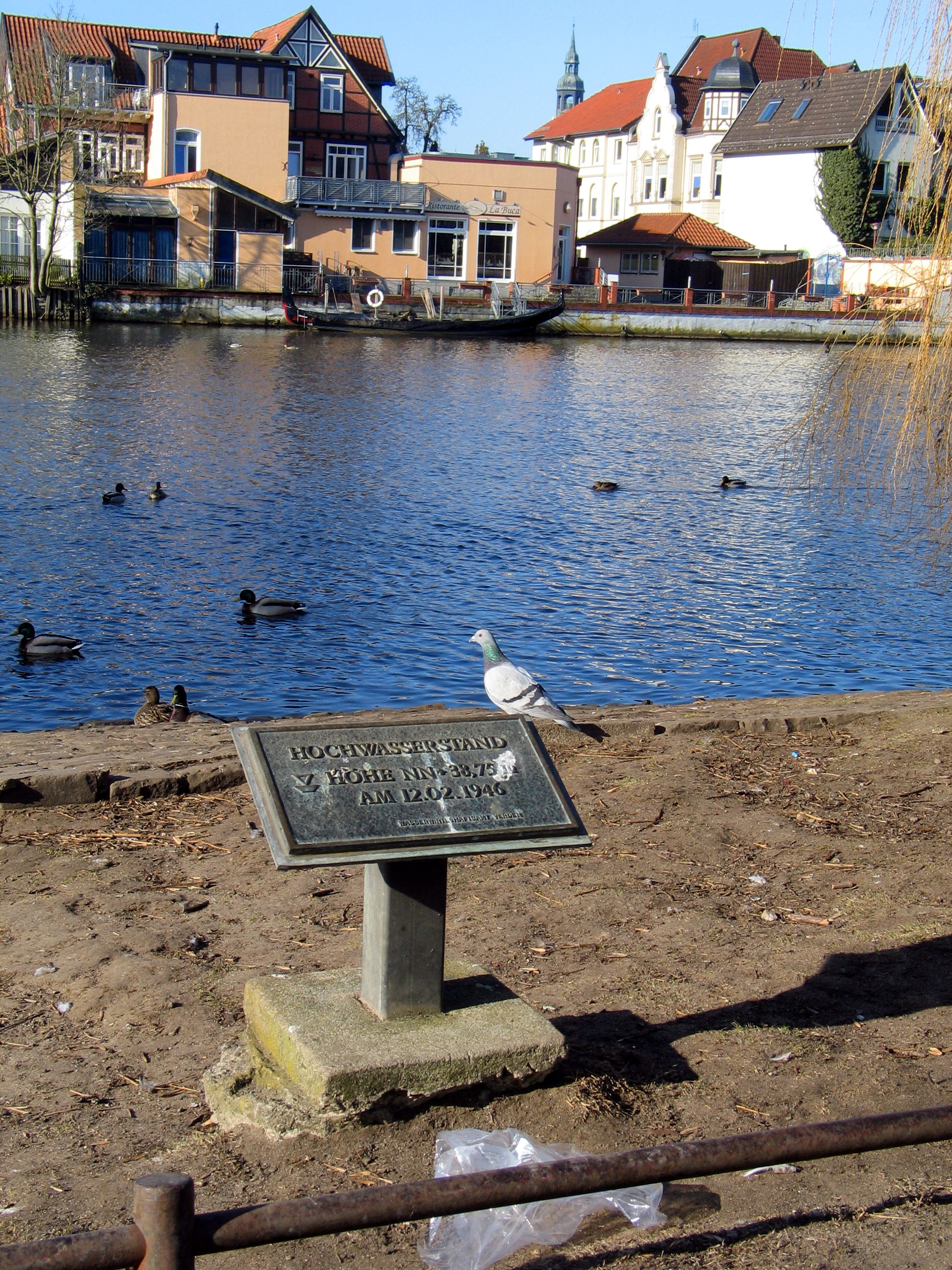
Hochwassermarke für den Stand am 12. Februar 1946 am Uferweg der Dammaschwiese, Blick über die Aller nahe der Pfennigbrücke zur Fritzenwiese
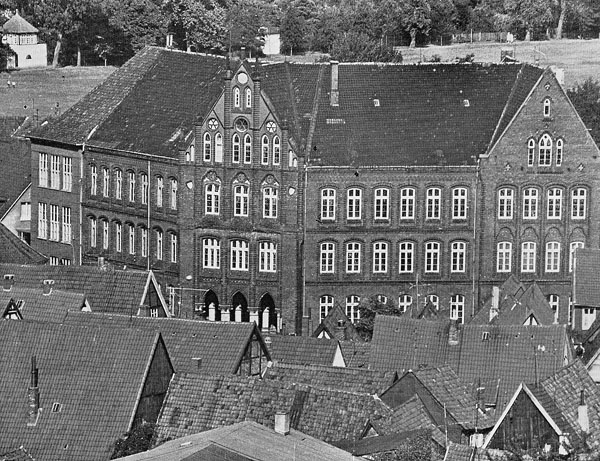
Das ehemalige Gebäude des Hermann-Billung-Gymnasiums, im Hintergrund die Dammaschwiese, vor 1971